# فرنك أزوباردي
فرنك أزوباردي (بالفرنسية: Franck Azzopardi)‏ هو لاعب كرة قدم فرنسي في مركز الوسط، ولد في 5 ديسمبر 1970 في شاتيليرولت في فرنسا. لعب مع نادي نيور.

## وصلات خارجية
- فرنك أزوباردي على موقع قاعدة بيانات كرة القدم.إي يو (الإنجليزية)
- فرنك أزوباردي على موقع عالم كرة القدم.نت (الإنجليزية)